# Chthonius doderoi
Chthonius doderoi es una especie de arácnido  del orden Pseudoscorpionida de la familia Chthoniidae. Presenta las subespecies Chthonius doderoi doderoi y Chthonius doderoi horridus.

## Distribución geográfica
Se encuentra en Francia y en Italia.